# Neil Harlock
Neil Harlock (* 29. Mai 1975) ist ein ehemaliger neuseeländischer Fußballspieler.

## Karriere

### Vereine
Er startete seine Karriere bei Christchurch United und wechselte zur Saison 1995 zu North Shore United. Zur Saison 1996 ging er zu Waitakere City, wo er die Meisterschaft und den Pokal gewann. Danach schloss er sich bis mindestens zum Jahr 2000 den Wollongong Wolves in Australien an und gewann zuletzt auch nochmal eine Meisterschaft mit denen.

### Nationalmannschaft
Sein erstes Spiel im Trikot der neuseeländischen A-Nationalmannschaft hatte er am 9. Juni 1995 bei einer 1:2-Freundschaftsspielniederlage gegen Tahiti, wo er im weiteren Spielverlauf eingewechselt wurde. Es folgten weitere Freundschaftsspiele, die alle am Ende mit einer Niederlage endeten. Im Sommer 1997 kam er dann auch noch bei drei Qualifikationsspielen zur Weltmeisterschaft 1998 zum Einsatz. Hier gelang ihm mit seiner Mannschaft auch der einzige Sieg in seiner Karriere, mit einem 1:0 über Fidschi.